# Chase Brown
Chase Brown (London, 21 marzo 2000) è un giocatore di football americano canadese che milita nel ruolo di running back per i Cincinnati Bengals della National Football League (NFL).

## Carriera

### Cincinnati Bengals
Al college Brown giocò a football alla Western Michigan University (2018) e a Illinois, venendo inserito nella seconda formazione ideale della Big Ten Conference nel 2022. Fu scelto nel corso del quinto giro (163º assoluto) del Draft NFL 2023 dai Cincinnati Bengals. Debuttò come professionista subentrando nella gara del secondo turno contro i Baltimore Ravens correndo una volta per due yard. Il 28 ottobre fu inserito in lista infortunati per un problema a un tendine del ginocchio. La sua prima stagione si chiuse con 179 yard corse e un touchdown su ricezione in 12 presenze, nessuna delle quali come titolare.